# 罗姆西
罗姆西是英国汉普郡的一个小集镇。
罗姆西东南边是南安普顿，距离有7英里（11），东北边是温彻斯特，距离有11英里（18），西北是索尔兹伯里，距离有17英里（27）。最近小镇是North Baddesley，廊西人口18,000，面积4.93平方公里。

## 友好城市
- 法國潘波勒